# Ні Хон
Ні Хон  (кит.: 倪 红, 28 лютого 1986) — китайська фехтувальниця, олімпійська медалістка.

## Виступи на Олімпіадах
| Олімпіада  | Дисципліна      | Місце |
| ---------- | --------------- | ----- |
| Пекін 2008 | шабля, командні | 2     |